# Michail Šalagin
Michail Šalagin (rusky: Михаил Шалагин; * 1982) je bývalý ukrajinský reprezentant ve sportovním lezení, trenér, mistr Ukrajiny a juniorský vicemistr světa v lezení na obtížnost.
Pochází z nehorolezecké rodiny, vystudoval pedagogii a zabýval se tréninkovými metodami pro sportovní lezce, je autorem řady publikací a organizátorem závodů BoulderRing by Shalagins. K lezení motivoval také oba své sourozence. Mezinárodním závodům ve sportovním lezení se věnovala jeho mladší sestra Olga Šalagina (* 1983), mistryně světa a Ukrajiny, zasloužilá mistryně sportu. Ukrajinu reprezentoval také mladší bratr Alexandr Šalagin (* 1989), trenér, mistr Ukrajiny a mistr sportu.

## Výkony a ocenění
- několikanásobný mistr Ukrajiny v lezení na obtížnost, rychlost a v boulderingu
- juniorský mistr světa v lezení na obtížnost
- 2007: nominace na prestižní mezinárodní závody Arco Rock Master v italském Arcu
- 2007: vítěz prvního závodu světového poháru v boulderingu v roce 2007, spolu se svou sestrou Olgou, celkově byli 7. a 2.
- mistr sportu Ukrajiny
- 2009: zasloužilý trenér Ukrajiny (v té době jako nejmladší na Ukrajině)

### Skalní lezení
- cesty do 8c+
- OS 8b+

### Závodní výsledky
| Arco Rock Master | Arco Rock Master | Arco Rock Master |
| Rok              | 2007             | 2010*            |
| ---------------- | ---------------- | ---------------- |
| Bouldering       | 7                | 14               |

* poznámka: v roce 2010 byla rozšířená nominace jako příprava na MS 2011
| Mistrovství světa | Mistrovství světa | Mistrovství světa | Mistrovství světa | Mistrovství světa | Mistrovství světa | Mistrovství světa | Mistrovství světa | Mistrovství světa |
| Rok               | 2001              | 2003              | 2005              | 2007              | 2009              | 2011              | 2012              | 2014              |
| ----------------- | ----------------- | ----------------- | ----------------- | ----------------- | ----------------- | ----------------- | ----------------- | ----------------- |
| Obtížnost         | 33-35             | 45-49             | 40-49             | —                 | —                 | 35-36             | 37-40             | —                 |
| Bouldering        | 11                | 28-30             | 24-29             | 13                | 19                | 10                | 29-30             | 51-52             |

| Světový pohár | Světový pohár | Světový pohár  | Světový pohár    | Světový pohár    | Světový pohár | Světový pohár        | Světový pohár       | Světový pohár | Světový pohár     |
| Rok           | 2005          | 2006           | 2007             | 2008             | 2009          | 2010                 | 2011                | 2012          | 2013              |
| ------------- | ------------- | -------------- | ---------------- | ---------------- | ------------- | -------------------- | ------------------- | ------------- | ----------------- |
| obtížnost     | —             | 89-95          | —                | —                | —             | —                    | 37-39               | —             | —                 |
| jednotlivě*   |               | 28-33          |                  |                  |               |                      | 20,15               |               |                   |
|               |               |                |                  |                  |               |                      |                     |               |                   |
| Bouldering    | 51-52         | 43             | 7                | 20               | 8             | 9                    | 27                  | 42-43         | 19                |
| jednotlivě*   | -,-,27-28,-   | 13,-,-,-,-,-,- | 23,5,20,-,10,29, | 20,-,14,-,5,19,- | 11,-,4,5,29   | 7-8,,15,6,-,29-29,16 | 5,-,-,-,-,-,-,29,12 | -,-,-,18,21,- | 5,-,-,9,21,25,-,- |

* poznámka: nalevo jsou poslední závody v roce
| Mistrovství Evropy | Mistrovství Evropy | Mistrovství Evropy | Mistrovství Evropy | Mistrovství Evropy | Mistrovství Evropy | Mistrovství Evropy |
| Rok                | 2002               | 2006               | 2007               | 2008               | 2010               | 2013               |
| ------------------ | ------------------ | ------------------ | ------------------ | ------------------ | ------------------ | ------------------ |
| Obtížnost          | 39                 | 23                 | jen bouldering     | —                  | —                  | 15                 |
| Bouldering         | 18                 | zrušeno            | 8                  | 9                  | 33-34              | 10                 |

| Mistrovství Ukrajiny | Mistrovství Ukrajiny |
| Rok                  | ?                    |
| -------------------- | -------------------- |
| Obtížnost            | 1                    |
| Rychlost             | 1                    |
| Bouldering           | 1                    |

| Mistrovství světa juniorů | Mistrovství světa juniorů | Mistrovství světa juniorů | Mistrovství světa juniorů |
| Rok                       | 1998 kat A                | 1999 kat A                | 2000 junioři              |
| ------------------------- | ------------------------- | ------------------------- | ------------------------- |
| Obtížnost                 | 3                         | 2                         | 2                         |